# Trauriges Resultat einer vernachlässigten Erziehung

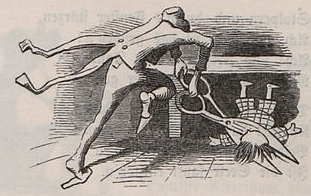
Schneider Böckel schneidet Fritzchen den Kopf ab

Trauriges Resultat einer vernachlässigten Erziehung ist eine frühe Bildergeschichte des humoristischen Zeichners und Dichters Wilhelm Busch.
Die Geschichte erschien in den 1860er Jahren in den Fliegenden Blättern, die von Wilhelm Buschs erstem Verleger Kaspar Braun herausgegeben wurden. Sie ist heute vor allem von Interesse, weil sie einige Elemente der Bildergeschichte Max und Moritz vorwegnimmt.

## Inhalt
Die Bildergeschichte ist eine Moritatenparodie, die in 37 gereimten Strophen erzählt wird. Das siebenjährige Fritzchen Kolbe, verdorben durch mangelhafte Erziehung seitens seiner wohlhabenden Eltern, neckt regelmäßig den Schneider Böckel;
Kaum, daß dieser Herr sich zeigte

Gleich schrie Fritzchen: meck, meck, meck!
Dieser Ruf spielt auf das weitverbreitete Gerücht an, dass Schneider mit Ziegen Unzucht trieben. Der so geneckte Schneider beklagt sich mehrfach bei Fritzchens Vater, dieser tut die Sache jedoch als harmlosen Unfug ab und sieht keinen Anlass, auf Fritzchen erzieherisch einzuwirken.
Schließlich sinnt der Schneider auf Rache. Er lockt Fritzchen in sein Haus und schneidet ihm mit seiner riesigen Schere den Kopf ab. Anschließend wirft er den entkleideten Leichnam ins Wasser, wo ihn ein Fisch verschluckt. Mit der Kleidung des Knaben, die auffällig kariert ist, flickt der Schneider einem Tandler die Hose.
Der Fisch ist unterdessen auf dem Küchentisch der nichtsahnenden Mutter Kolbe gelandet. Beim Öffnen entdeckt sie ihr Kind und stürzt in ihrem Schock in ein riesiges Küchenmesser: „Fritzchen, war ihr letzter Hauch“. Fritzchens Vater betritt die Szene und findet die Leiche seiner Frau und seines Kindes vor, worauf er in einem Niesanfall nach der Einnahme von Schnupftabak aus dem geöffneten Fenster der Küche auf die Straße stürzt. Die alte gebrechliche Tante, die dort entlanggeht, reißt er durch seinen Sturz mit in den Tod. 

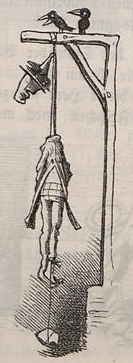
Der erhängte Tandler

Nach dieser Familientragödie beginnt die Suche nach Fritzchens Mörder. Der Tandler wird aufgrund der geflickten Hose für den Mörder gehalten und am Galgen aufgehängt. Anschließend findet man in seiner Weste jedoch die Quittung des Schneiders Böckel. Dieser wird festgenommen, nachdem er sich dadurch verdächtig gemacht hat, dass er einen großen Schreck bekommt, als hinter seinem Rücken eine Ziege meckert. Böckel wird zum Tod durch Rädern verurteilt. Im Gefängnis nimmt er sich aber zuvor mit seiner riesigen Schere das Leben.

## Vorwegnahmen der Max-und-Moritz-Geschichte
Ein Schneider, der mit dem Spottruf „Meck, Meck, Meck“ geneckt wird, spielt auch in Max und Moritz eine Rolle. Dort heißt er allerdings nicht Böckel, sondern Böck. Max und Moritz verunglimpfen zudem seinen Namen zu „Ziegen-Böck“. Die karierte Hose des Fritzchens ist das Beinkleid der Moritz-Figur. Die rundlichen Gesichtszüge Fritzchens und seine Frisur finden sich bei Max wieder.